# Daula
Daula war ein äthiopisches Volumenmaß für Getreide.
- 1 Daula = 20 Ruma = 90,92 Liter

Nach anderer Quelle 88 Liter
- 1 Daula = 20 Kunnas = 200 Madegas = 88 Liter
  - 1 Kunna/Ardeb = 10 Madegas = 1/80 Daula = 4,4 Liter